# 対戦アイドル麻雀ファイナルロマンスR
対戦アイドル麻雀ファイナルロマンスR（たいせんあいどるまーじゃんふぁいなるろまんすあーる）は、1995年12月にビデオシステムが発売したアーケード用脱衣麻雀。前作・対戦アイドル麻雀ファイナルロマンス2に引き続いてGENSHO（すぎやま現象）をキャラクターデザインに起用。脱衣シーンでは、前作が静止画のスクロールであったのに対し、本作ではアニメーションを導入。

## ゲーム内容

### 登場人物
小泉りな（声：こおろぎさとみ）
制服で登場。下着は若草色。
3月3日生の15歳。魚座・0型。身長155cm、体重42kg、靴サイズ22.5cm、B78（Aカップ）・W56・H80。
都立緑川高校1年で部活動はしていない。両親と3人暮らしで、甘えられるお兄さんタイプの男性が好み。趣味はぬいぐるみ集め、好物はプリン・アラモード、将来の夢はトリマー。
高校1年生にしては子供っぽいという設定である。
藤崎美夏（声：草地章江）
体操服・赤ブルマで登場。下着は白。
8月12日生の17歳。獅子座・B型。身長160cm、体重45kg、靴サイズ23.5cm、B82（Bカップ）・W63・H88。
私立城南大学付属高校2年でバレーボール部に所属する。自分と同じようにスポーツ好きの男性が好み。趣味は料理、将来の夢はお嫁さん。
サバサバした、スポーツ少女だが学業も優秀な優等生という設定である。
ケイト・ヤマムラ（声：松井菜桜子）
チアリーダーの衣装で登場。下着は黒。
9月5日生の17歳。乙女座・A型。身長165cm、体重48kg、靴サイズ24.5cm、B85（Cカップ）・W58・H89。
私立城南大学付属高校2年でチアリーディング部に所属する。好物は天麩羅と寿司、将来の夢はプロのチアリーダー。
カールした金髪のアメリカ人で、日本語のイントネーションも外人風である。CV の松井は「大陸的な能天気さ」を意識して演じたという。
速水涼子（声：岩坪理江）
新体操のレオタードで登場。下着は白。
5月29日生の17歳。双子座・AB型。身長158cm、体重47kg、靴サイズ23cm、B88（Cカップ）・W60・H86。
私立桜野女子高校2年で新体操部に所属する。両親、兄と暮らす。趣味はカラオケ、好物はラザニア。千堂明日香を「明日香お姉さま」と深く慕っている。
CV の岩坪は涼子の印象を「ちょっときつそうに見えるのですが、実は結構可愛いところのある女の子」と述べている。アンケートによると、涼子は5人のキャラクターの中で最も人気が高い。
千堂明日香（声：白石文子）
制服で登場。下着は白。
1月15日生の18歳。山羊座・A型。身長162cm、体重45kg、靴サイズ24cm、B83（Bカップ）・W57・H85。
私立如月学園高校3年で吹奏楽部に所属し、バイオリンを担当する。子供の頃に事故で両親を失くし、伯父と二人で暮らしている。
明日香は最後に登場するいわゆるラスボスに相当するキャラクターであり、きりっと強いところがありながら後輩思いの優しさもあるという設定である。制作指揮の林泰伸は『機動戦士Vガンダム』での白石の演技（マーベット・フィンガーハット役）を見て、白石ならそうした明日香の二面性を演じられると CV のオファーを出した。
布川ミク（声：西村ちなみ）
前作「ファイナルロマンス2」では対戦相手として登場していたが、今作ではアイテムショップの店員として登場し、対戦はできない。
12月22日生の18歳。山羊座。B93・W62・H88。高校3年生で放課後はファミレスでバイトをしている。

### アイテム
ゲームを有利に進めるお助けアイテムを購入するシステムがある。
- 牌交換シール - 配牌時に不要牌を何枚でも交換できる[17]。
- 牌透視目薬MISE - 相手の手牌が透けて見える[17]。
- 積み込み招き猫 - 手役を積み込んでくれる[18]。
  - レベル1 - 役牌
  - レベル2 - 七対子
  - レベル3 - 三色
- ドラドラ手りゅう弾 - 和了った時に表ドラを増やしてくれる[18]。
- クリスタルリーチ棒 - リーチすると待ちの形を問わず一発自模できる[18]。

## 制作
前作「ファイナルロマンス2」のアーケード版が好評だったこともあり、その続編にあたる R はすんなりと制作のゴーサインが出て、2 のサターン版を作り始めた頃には既に R のキャラはほぼ完成していた。2 ではキャラの細かいプロフィールを制作指揮の林が指定していたが、R では大まかに「スポーツ少女」「ロリータ」といった指定にとどめて、すぎやま達にキャラクターデザインを任せた。アニメーション制作の手間を考えるとキャラの人数は4人が限界で、「CoCo のイメージで4人でいきましょう」となっていたが、その後に社長から5人に増やせと鶴の一声が入った。主な日本人少女のキャラ属性は4人で使い切っていたため、仕方なく窮余の策で、帰国子女の外人として追加されたのがケイトである。結果的に、動画枚数は当初の見積もりの500枚を大きく超えて1000枚以上となり、厳しい制作進行となった。結局、制作したアニメーションの一部はアーケード版に入りきらなかった（サターン版には全て収録されている）。

### スタッフ
- 林泰伸 - 制作指揮[19]
- すぎやま現象 - キャラクターデザイン、絵コンテ、作画監督[2]
- よろず壱 - キャラクターデザイン、原画[12]
- 飯塚信人 - アニメ進行管理[15]

## 移植
- セガサターン用
  - 『アイドル麻雀ファイナルロマンス R』（アスク講談社、1996年3月13日）
  - 『アイドル麻雀ファイナルロマンス R プレミアムパッケージ』（アスク講談社、1996年5月31日）- 「着せ替えディスク」を含む
- Windows 95用
  - 『アイドル麻雀ファイナルロマンス R』（ビデオシステム、1997年3月16日）
- Nintendo Switch用
  - 『アイドル麻雀 ファイナルロマンス R』（シティコネクション、2021年11月18日）[20]
- Windows 10/11用[21]
  - 『アイドル麻雀 ファイナルロマンス2･R･4 Special』（DMM GAMES、2023年8月25日）
  - 『アイドル麻雀 ファイナルロマンス2・R・4 Special 特装版』（DMM GAMES、2023年8月25日）